# Jody Scheckter
Pour les articles homonymes, voir Scheckter.
Jody Scheckter est un ancien pilote automobile sud-africain né le 29 janvier 1950 à East London (Afrique du Sud). Il a notamment disputé 112 Grands Prix de Formule 1 entre 1972 et 1980, décrochant un total de 255 points, signant 10 victoires, 33 podiums, 5 meilleurs tours en course et 3 pole positions. Jody Scheckter a été sacré champion du monde de Formule 1 en 1979.

## Biographie
Après des débuts à domicile en Afrique du Sud au volant de Renault R8 Gordini, Scheckter s'exile en 1971 en Angleterre pour y disputer le championnat national de Formule Ford, remportant la même année les 3 Heures de Lourenço Marques en South African Springbok Championship Series sur Chevron. Son ascension est alors fulgurante, puisqu'il dispute la première course de sa carrière en Formule 1 à l'occasion du Grand Prix des États-Unis dernière course de la saison 1972 sur le Circuit de Watkins Glen aux États-Unis au volant d'une troisième McLaren (les deux pilotes titulaires de l'écurie étant le Néo-zélandais Denny Hulme et l'Américain Peter Revson).
Propulsé à seulement 22 ans dans la discipline reine du sport automobile, Scheckter va tout d'abord payer son inexpérience et rapidement s'attirer une réputation de casse-cou, voire de pilote dangereux. À l'occasion du Grand Prix de Grande-Bretagne 1973, une semaine après avoir envoyé le champion du monde en titre Emerson Fittipaldi dans le décor au Grand Prix de France, Jody provoque l'un des plus grands carambolages de l'histoire de la F1 en partant en tête-à-queue au beau milieu du peloton à l'issue du premier tour. Puis au Grand Prix du Canada, c'est au tour de François Cevert d'être envoyé dans le rail à la suite d'une nouvelle manœuvre irréfléchie du bouillant Sud-Africain. Cependant en cette même année 1973, il remporte le championnat américain SCCA L&M de Formule 5000, avec 4 victoires en 9 courses pour le Taylor-Entin Racing (le plus souvent sur Trojan T101-Chevrolet V8).

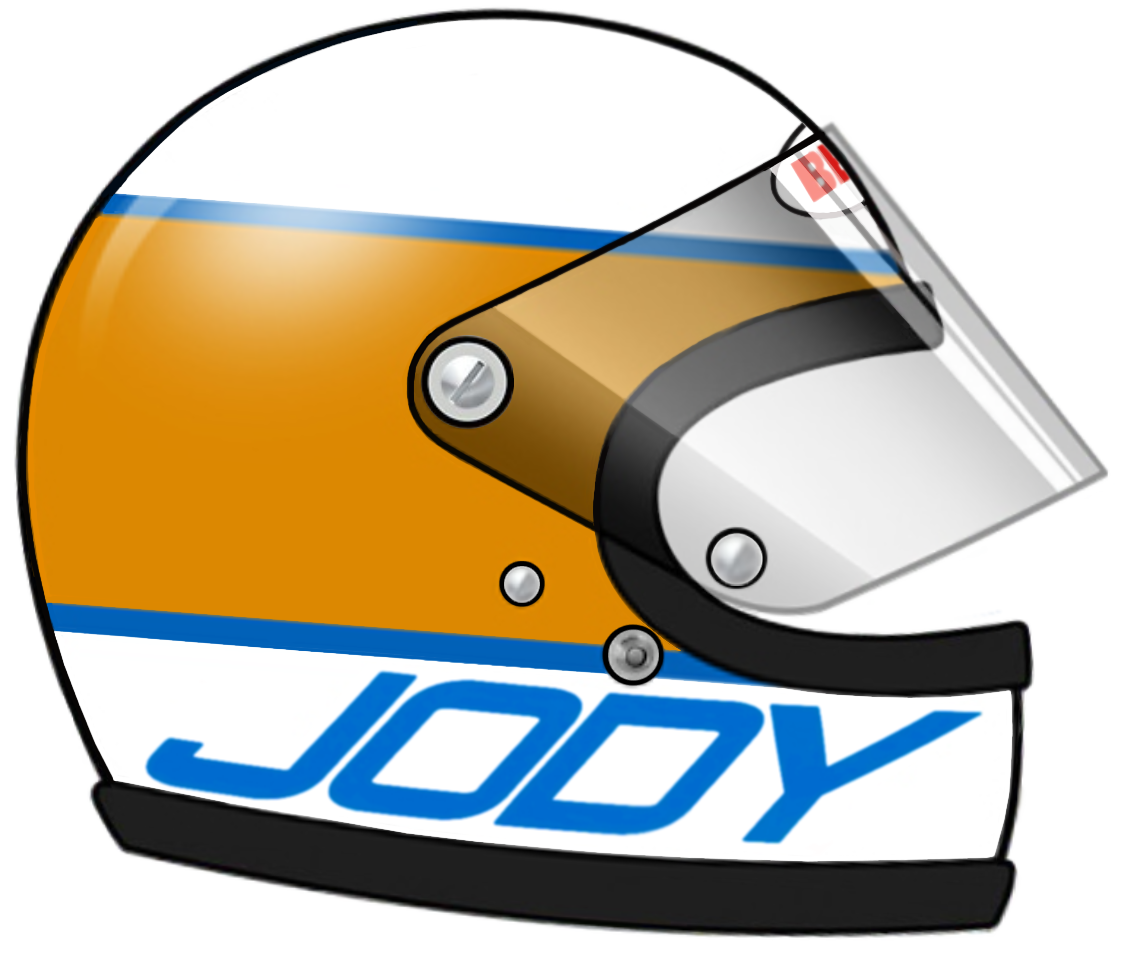
Le casque de Jody Scheckter.

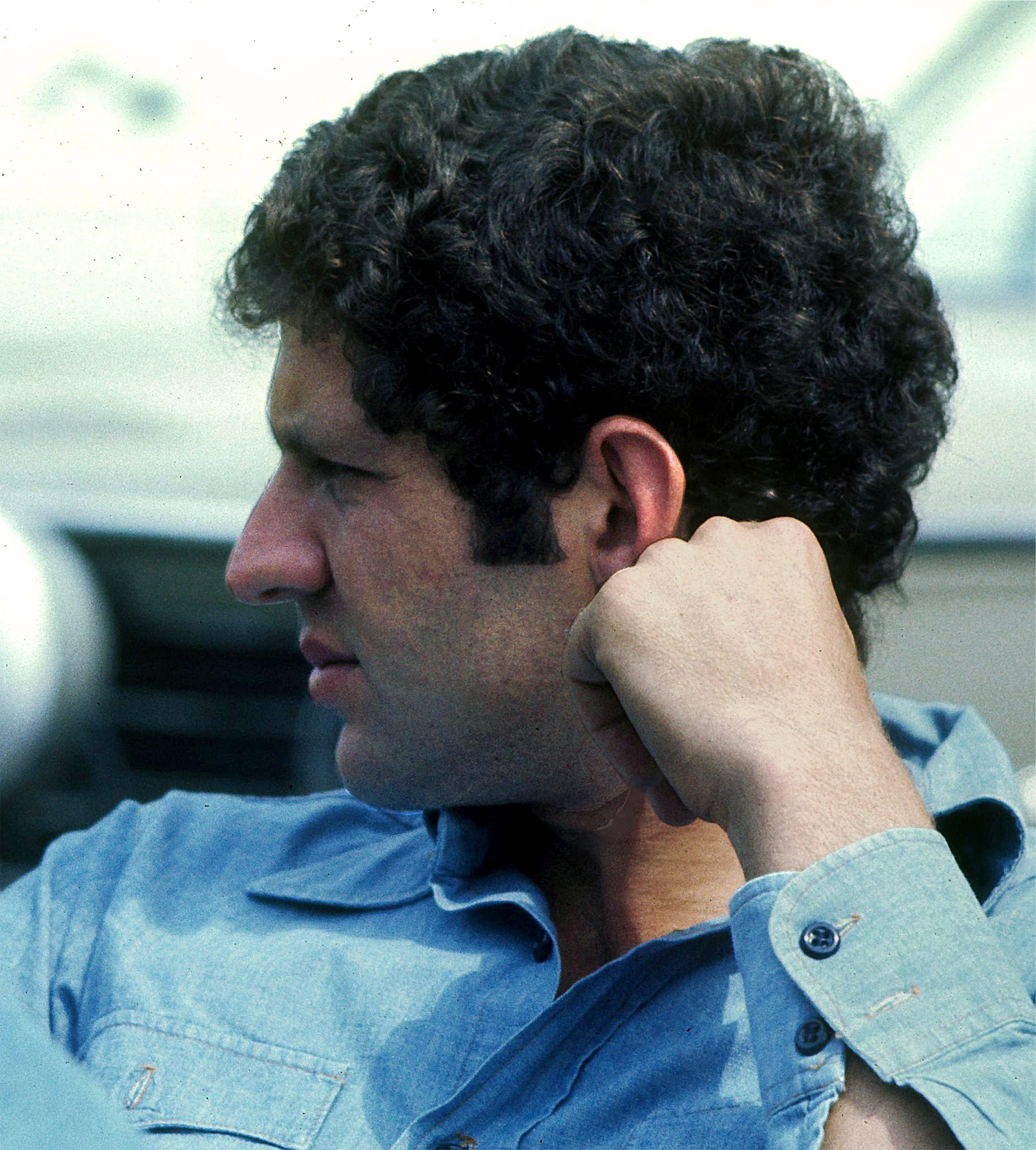
Jody Scheckter en 1976.

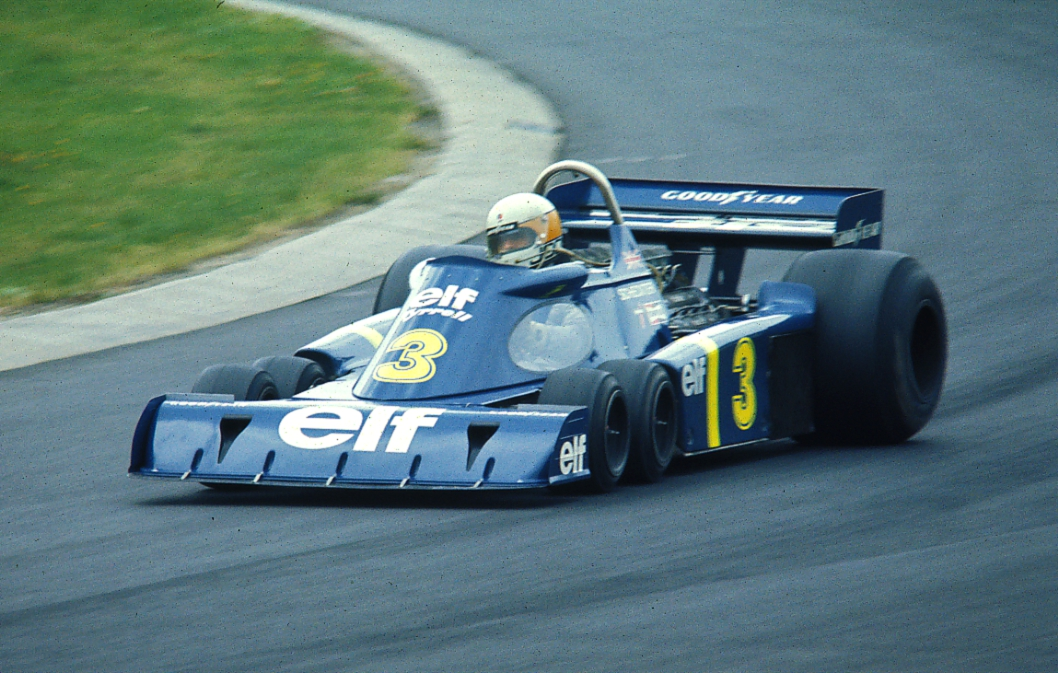
Jody Scheckter au volant de la Tyrrell-Ford P34 en 1976.

La désastreuse réputation de Jody Scheckter n'empêche pas pour autant Ken Tyrrell, propriétaire éponyme de l'écurie de lui faire confiance pour remplacer en 1974 le triple champion du monde écossais Jackie Stewart qui a pris sa retraite.
Pour sa première saison complète en F1 Jody Scheckter justifie la confiance placée en lui en remportant deux victoires et en terminant troisième du championnat du monde. La suite est plus délicate pour Scheckter, qui subit le déclin inexorable de Tyrrell, déclin que ne parvient pas à compenser l'audace technique de la Tyrrell P34 à 6 roues (sur laquelle Scheckter remportera toutefois une course).
En 1976 il remporte les 1 000 kilomètres de Kyalami en version Grand Tourisme, sur BMW 3.0 CSL officielle avec Harald Grohs et Gunnar Nilsson, récidivant l'année suivante sur Ford Escort RS Mk II avec Hans Heyer chez Zakspeed.
En 1977, Jody Scheckter rejoint à la surprise générale la nouvelle écurie canadienne Wolf (il s'agit en réalité d'une émanation de l'ancienne écurie Williams). Scheckter crée la surprise en remportant le premier Grand Prix de la saison. C'est la première fois depuis Mercedes-Benz en 1954 qu'une nouvelle écurie remporte sa première course. Avec deux autres victoires, Scheckter termine vice-champion du monde, à distance respectable toutefois du champion Niki Lauda. Mais la surprenante écurie Wolf perdant de sa superbe en 1978, Scheckter rejoint la Scuderia Ferrari en 1979.

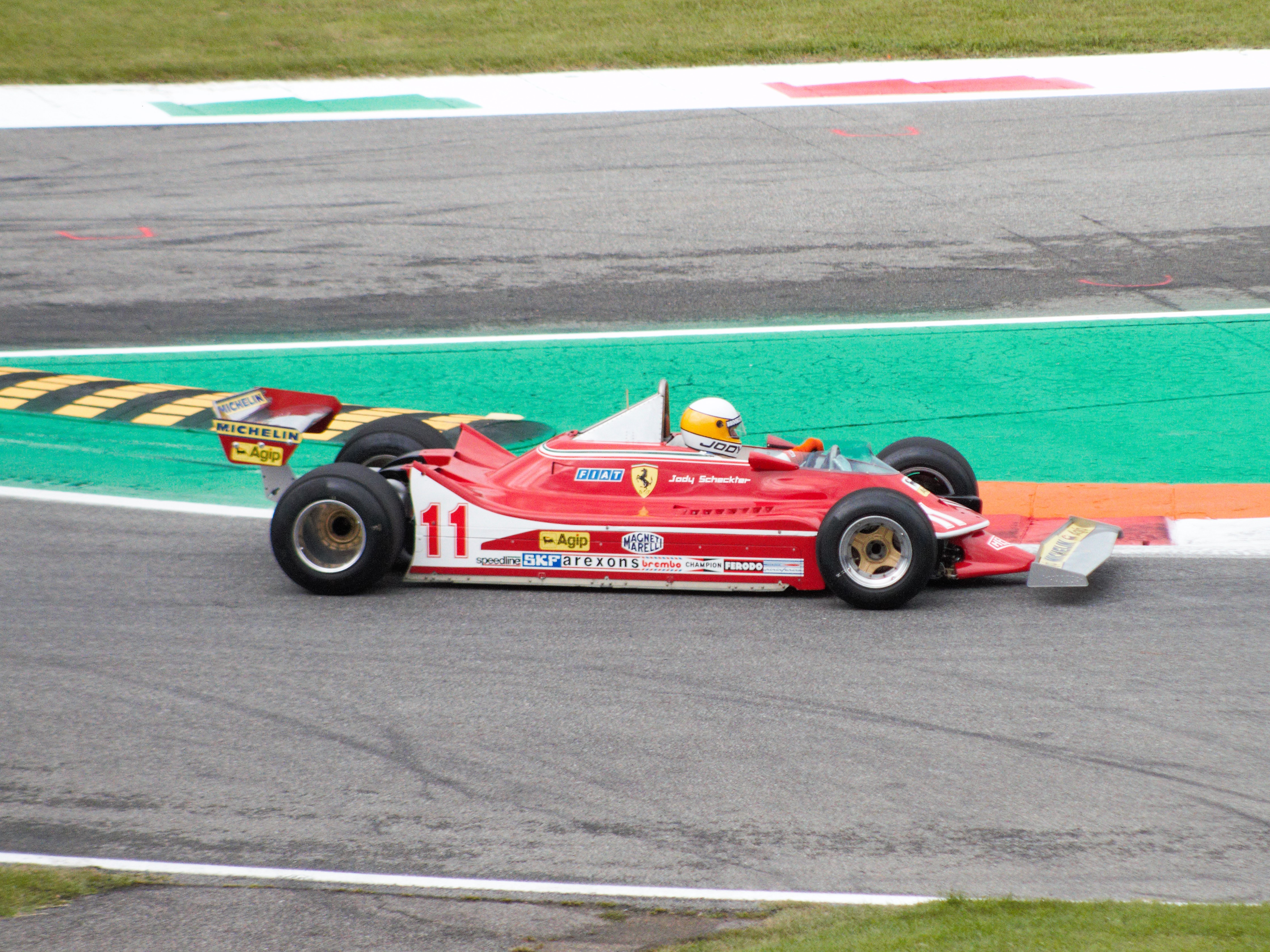
Jody Scheckter champion du monde 1979 avec Ferrari.

Au terme d'une saison pleine d'intelligence et de maîtrise (à défaut de panache diront ses détracteurs), Scheckter remporte le titre de champion du monde devant son équipier canadien Gilles Villeneuve. Il faudra attendre 21 ans et la série de succès de Michael Schumacher pour qu'un pilote soit à nouveau titré sur une Ferrari.
En 1980, Scheckter ne fera guère honneur à son n°1. Au volant d'une Ferrari totalement dépassée, il renonce à se battre, échoue à se qualifier au Canada, et annonce rapidement sa retraite sportive.
Jody n'est pas l'unique Scheckter à avoir couru au plus haut niveau. Au milieu des années 1970, son frère ainé Ian a lui aussi accédé à la Formule 1, sans toutefois réaliser une aussi grande carrière que Jody. Les deux fils de Jody (Toby et Tomas) se sont également lancés dans le sport automobile à la fin des années 1990. Tomas Scheckter a réalisé le plus beau parcours : éphémère pilote-essayeur pour le compte de l'écurie Jaguar Racing, il est depuis plusieurs années l'un des principaux animateurs du championnat IndyCar Series aux États-Unis. Le neveu de Jody, Jaki (fils de Ian), a remporté en 1992 le championnat de Formule Ford 1600 sud-africain, puis les Barber Dodge Pro Series en 1995.

## Résultats en championnat du monde de Formule 1
| Saison | Écurie                     | Châssis             | Moteur          | Pneus    | GP disputés | Victoires | Pole positions | Meilleurs tours | Points inscrits | Classement |
| ------ | -------------------------- | ------------------- | --------------- | -------- | ----------- | --------- | -------------- | --------------- | --------------- | ---------- |
| 1972   | Yardley Team McLaren       | M19A                | Cosworth V8     | Goodyear | 1           | 0         | 0              | 0               | 0               | n.c.       |
| 1973   | Yardley Team McLaren       | M19C M23            | Cosworth V8     | Goodyear | 5           | 0         | 0              | 0               | 0               | n.c.       |
| 1974   | Elf Team Tyrrell           | 006 007             | Cosworth V8     | Goodyear | 15          | 2         | 0              | 2               | 45              | 3e         |
| 1975   | Elf Team Tyrrell           | 007                 | Cosworth V8     | Goodyear | 14          | 1         | 0              | 0               | 20              | 7e         |
| 1976   | Elf Team Tyrrell           | 007 P34             | Cosworth V8     | Goodyear | 16          | 1         | 1              | 1               | 49              | 3e         |
| 1977   | Walter Wolf Racing         | WR1 WR2 WR3         | Cosworth V8     | Goodyear | 17          | 3         | 1              | 2               | 55              | 2e         |
| 1978   | Walter Wolf Racing         | WR1 WR3 WR4 WR5 WR6 | Cosworth V8     | Goodyear | 16          | 0         | 0              | 0               | 24              | 7e         |
| 1979   | Scuderia Ferrari SpA SEFAC | 312 T3 312 T4       | Ferrari Flat 12 | Michelin | 15          | 3         | 1              | 0               | 60              | Champion   |
| 1980   | Scuderia Ferrari SpA SEFAC | 312 T5              | Ferrari Flat 12 | Michelin | 13          | 0         | 0              | 0               | 2               | 19e        |
|        | Total                      |                     |                 |          | 112         | 10        | 3              | 5               | 255             |            |

## Victoires en championnat du monde de Formule 1
| #  | Année | Manche | Date             | Grand Prix      | Circuit      | Position de départ | Écurie                     | Voiture     | Résumé |
| -- | ----- | ------ | ---------------- | --------------- | ------------ | ------------------ | -------------------------- | ----------- | ------ |
| 1  | 1974  | 7/15   | 9 juin 1974      | Suède           | Anderstorp   | 2e                 | Elf Tyrrell-Ford           | Tyrrell 006 | Résumé |
| 2  | 1974  | 10/15  | 20 juillet 1974  | Grande-Bretagne | Brands Hatch | 3e                 | Elf Tyrrell-Ford           | Tyrrell 007 | Résumé |
| 3  | 1975  | 3/14   | 1er mars 1975    | Afrique du Sud  | Kyalami      | 3e                 | Elf Tyrrell-Ford           | Tyrrell 007 | Résumé |
| 4  | 1976  | 7/16   | 13 juin 1976     | Suède           | Anderstorp   | pole position      | Elf Tyrrell-Ford           | P34         | Résumé |
| 5  | 1977  | 1/17   | 9 janvier 1977   | Argentine       | Buenos Aires | 11e                | Walter Wolf Racing-Ford    | WR1         | Résumé |
| 6  | 1977  | 6/17   | 22 mai 1977      | Monaco          | Monaco       | 2e                 | Walter Wolf Racing-Ford    | WR2         | Résumé |
| 7  | 1977  | 16/17  | 9 octobre 1977   | Canada          | Mosport      | 9e                 | Walter Wolf Racing-Ford    | WR3         | Résumé |
| 8  | 1979  | 6/15   | 13 mai 1979      | Belgique        | Zolder       | 7e                 | Scuderia Ferrari SpA SEFAC | 312 T3      | Résumé |
| 9  | 1979  | 7/15   | 27 mai 1979      | Monaco          | Monaco       | pole position      | Scuderia Ferrari SpA SEFAC | 312 T3      | Résumé |
| 10 | 1979  | 13/15  | 9 septembre 1979 | Italie          | Monza        | 3e                 | Scuderia Ferrari SpA SEFAC | 312 T4      | Résumé |